# Alcis nigricata
Alcis nigricata là một loài bướm đêm trong họ Geometridae.